# Hydriastele beguinii
Hydriastele beguinii är en enhjärtbladig växtart som först beskrevs av Karl Ewald Maximilian Burret, och fick sitt nu gällande namn av William John Baker och Adrian H.B. Loo. Hydriastele beguinii ingår i släktet Hydriastele och familjen Arecaceae.
Artens utbredningsområde är Moluckerna. Inga underarter finns listade i Catalogue of Life.